# 북구 갑 (광주)
광주 북구 갑은 대한민국의 국회의원 선거구이다. 광주광역시 북구 일부를 관할한다. 현 지역구 국회의원은 더불어민주당의 정준호이다.

## 역사
1992년 대한민국 제14대 국회의원 선거를 앞두고 북구 선거구가 갑, 을로 분리되면서 신설되었다. 신설 당시 중흥동, 우산동, 풍향동, 문화동, 두암동, 충효동, 청옥동, 장운동이 북구 갑으로 묶이고 나머지는 북구 을이 되었다. 
2016년 대한민국 제20대 국회의원 선거를 앞두고 북구 을의 임동과 오치동이 북구 갑으로 넘어오는 경계 조정이 있었다.

## 관할 구역
| 대수      | 관할 구역 |
| --------- | --- |
| 14대      | 북구 중흥1동, 중흥2동, 중흥3동, 우산동, 풍향1동, 풍향2동, 문화동, 두암1동, 두암2동, 충효동, 청옥동, 장운동                                          |
| 15대      | 북구 중흥1동, 중흥2동, 중흥3동, 우산동, 풍향1동, 풍향2동, 문화동, 문흥1동, 문흥2동, 두암1동, 두암2동, 두암3동, 충효동, 청옥동, 장운동               |
| 16대~19대 | 북구 중흥1동, 중흥2동, 중흥3동, 중앙동, 신안동, 우산동, 풍향동, 문화동, 문흥1동, 문흥2동, 두암1동, 두암2동, 두암3동, 석곡동                         |
| 20대~21대 | 북구 중흥1동, 중흥2동, 중흥3동, 중앙동, 임동, 신안동, 우산동, 풍향동, 문화동, 문흥1동, 문흥2동, 두암1동, 두암2동, 두암3동, 오치1동, 오치2동, 석곡동 |
| 22대~     | 북구 중흥1동, 중흥동, 중앙동, 임동, 신안동, 우산동, 풍향동, 문화동, 문흥1동, 문흥2동, 두암1동, 두암2동, 두암3동, 오치1동, 오치2동, 석곡동           |

## 역대 국회의원
| 선거   | 정당 | 정당           | 의원   |
| ------ | ---- | -------------- | ------ |
| 1992년 |      | 민주당         | 박광태 |
| 1996년 |      | 새정치국민회의 | 박광태 |
| 2000년 |      | 새천년민주당   | 박광태 |
| 2002년 |      | 새천년민주당   | 김상현 |
| 2004년 |      | 열린우리당     | 강기정 |
| 2008년 |      | 통합민주당     | 강기정 |
| 2012년 |      | 민주통합당     | 강기정 |
| 2016년 |      | 국민의당       | 김경진 |
| 2020년 |      | 더불어민주당   | 조오섭 |
| 2024년 |      | 더불어민주당   | 정준호 |

## 역대 선거 결과

### 대한민국 제14대 국회의원 선거
|  | 83.64% |

|  | 13.16% |

|  | 3.19% |

### 대한민국 제15대 국회의원 선거
|  | 92.67% |

|  | 5.16% |

|  | 1.29% |

|  | 0.86% |

### 대한민국 제16대 국회의원 선거
|  | 75.49% |

|  | 19.90% |

|  | 2.55% |

|  | 2.04% |

### 2002년 대한민국 재보궐선거
|  | 55.9% |

|  | 20.6% |

|  | 18.1% |

|  | 4.1% |

|  | 1.3% |

### 대한민국 제17대 국회의원 선거
|  | 59.82% |

|  | 33.87% |

|  | 5.57% |

|  | 0.73% |

### 대한민국 제18대 국회의원 선거
|  | 63.28% |

|  | 22.91% |

|  | 4.75% |

|  | 4.08% |

|  | 4.06% |

|  | 0.88% |

### 대한민국 제19대 국회의원 선거
|  | 57.71% |

|  | 29.11% |

|  | 11.19% |

|  | 1.97% |

### 대한민국 제20대 국회의원 선거
|  | 70.80% |

|  | 23.34% |

|  | 3.15% |

|  | 2.69% |

### 대한민국 제21대 국회의원 선거
|  | 57.79% |

|  | 37.60% |

|  | 2.37% |

|  | 1.74% |

|  | 0.47% |

### 대한민국 제22대 국회의원 선거
|  | 83.45% |

|  | 8.52% |

|  | 6.15% |

|  | 1.86% |

## 같이 보기
- 광주광역시의 선거구
- 광주 북구의 국회의원
- 북구